# Aboisso-Comoé
Aboisso-Comoé (autrefois Malamalasso) est une localité du sud de la Côte d'Ivoire, et appartenant au département d'aboisso, dans la région du sud comoé. La localité d'Aboisso-Comoé est un chef-lieu de sous- préfecture qui est à 65 km d'Alepé et 130 km D'Abidjan et compte plus 30 000 habitants.

## Focus sur la région
Imaginez un peu : le Sud-Comoé, c'est un peu comme un secret bien gardé, un trésor niché au sud-est de la Côte d'Ivoire. C'est l'une des trois régions qui composent le district de la Comoé, un endroit où la nature et l'histoire se rencontrent.Avec ses 7 189 km², le Sud-Comoé est un territoire à taille humaine, un peu plus de 2% de la superficie totale du pays. Mais ne vous y trompez pas, sa taille n'a d'égale que sa richesse.Bordé par l'océan Atlantique au sud, le Sud-Comoé jouit d'une ouverture sur le monde. Ses frontières avec le Ghana à l'est et les régions de l'Indénié-Djuablin et de la Mé au nord témoignent de son rôle de carrefour. À l'ouest, le district autonome d'Abidjan et la région de la Mé complètent ce tableau.Le Sud-Comoé, c'est aussi une mosaïque de villes attachantes. Aboisso, Adiaké, Ayamé, Grand-Bassam (l'ancienne capitale du pays), Bonoua, Tiapoum et Maféré sont autant de noms qui invitent à la découverte.
le Sud-Comoé, c'est un peu comme une étreinte chaleureuse, un endroit où le soleil brille et où l'air est doux. Avec son climat subéquatorial, il fait bon vivre ici, entre les saisons sèches et les saisons des pluies.L'humidité, parlons-en ! Avec un taux qui oscille entre 68 et 90 %, on se sent enveloppé, comme dans un cocon. Mais ne vous y trompez pas, cette humidité n'est pas synonyme d'inconfort. Elle contribue au contraire à la luxuriante végétation et à la richesse de la biodiversité.Et parlons de la population ! Avec près de 800 000 habitants, le Sud-Comoé est un territoire vivant, dynamique. C'est un peu plus de 2% de la population ivoirienne, un chiffre qui en dit long sur l'importance de cette région.Ce qui est frappant ici, c'est la jeunesse de la population. Imaginez, 40% des habitants ont moins de 25 ans ! C'est une région qui bouillonne d'énergie, qui regarde vers l'avenir avec optimisme.Bien sûr, comme partout, il y a des défis à relever. Le taux de chômage, bien que relativement faible (6,4%), reste une préoccupation. Mais le Sud-Comoé ne manque pas d'atouts pour créer des opportunités et offrir un avenir prometteur à sa jeunesse.
Si vous fermez les yeux, vous pouvez presque sentir l'odeur de la terre, le parfum des fleurs, le chant des oiseaux. Vous pouvez entendre le bruit des outils, le rire des enfants, les discussions animées sur la place du village. Le Sud-Comoé, c'est un lieu où l'on apprend, où l'on partage, où l'on se construit. C'est un endroit où l'on se sent utile, où l'on a envie de s'engager, de faire sa part.Alors, si vous cherchez un territoire authentique, un lieu où vous pourrez vous investir, vous épanouir, vous sentir vivant, n'hésitez pas, le Sud-Comoé vous attend à bras ouverts !

## Les richesses de la région
Cette région de Côte d'Ivoire, c'est bien plus qu'une simple carte postale. C'est un territoire qui vibre au rythme de ses activités économiques, un véritable kaléidoscope de savoir-faire. L'agriculture, c'est un peu son ADN. Imaginez des champs à perte de vue, où le café, le cacao, le palmier à huile, l'hévéa, la banane douce et l'ananas règnent en maîtres. Des produits qui font la fierté de la région, qui s'exportent dans le monde entier. Mais le Sud-Comoé, c'est aussi un terroir généreux qui nourrit sa population avec une grande variété de vivriers : banane plantain, igname, manioc, de quoi régaler les papilles les plus exigeantes ! L'industrie, quant à elle, est en plein essor. Les huileries transforment les richesses du palmier en or liquide, les unités de production de caoutchouc façonnent cette matière brute aux mille usages, les industries agro-alimentaires et de savonnerie transforment les produits locaux en délices pour les consommateurs. Et pour ne rien gâcher, une zone industrielle de 300 hectares à Bonoua et un Village des technologies de l'information et de la biotechnologie (VITIB) à Grand-Bassam témoignent de l'ambition de la région de se tourner vers l'avenir. Mais le Sud-Comoé ne se limite pas à l'agriculture et à l'industrie. Le tourisme, le commerce, le transport, la logistique, l'hôtellerie et la restauration sont autant de secteurs qui contribuent à son dynamisme. Sans oublier la pêche, une activité ancestrale qui nourrit de nombreuses familles. Et ce n'est pas tout ! Le sous-sol du Sud-Comoé recèle des trésors miniers : manganèse, cuivre, diamant, or, étain, zinc, bitume et pétrole, des richesses qui ne demandent qu'à être exploitées pour booster davantage l'économie locale. Vous l'aurez compris, le Sud-Comoé est un territoire aux multiples facettes, un lieu où l'agriculture, l'industrie, le tourisme et bien d'autres activités se conjuguent harmonieusement. Un endroit où il fait bon vivre, travailler, entreprendre. Un endroit que je suis fier de vous faire découvrir.
La région dispose d’une grande richesse culturelle. Chaque année, les fêtes traditionnelles de l’abissa, les fêtes de génération, la fête des ignames et diverses activités socio-culturelles attirent beaucoup de monde. En plus de ces festivités et évènements, le Sud-Comoé abrite six centres culturels situés à Bassam, Tiapoum, Ehia, Adaou, Diby et Ketesso. Parmi les sites touristiques du territoire, on ne saurait oublier les Barrages hydro-électriques d’Ayamé, les Cours royales de Bonoua, de Moossou et de Krindjabo, l’Ecole d’Elima (la première école primaire de Côte d’Ivoire), les ruines de la Maison blanche d’Arthur Verdier, le parc national, la ville historique de Grand-Bassam classée au patrimoine mondial de l’UNESCO, le Popo Carnaval, les plans d’eau lagunaires et les Iles Ehotilés.

## Histoire

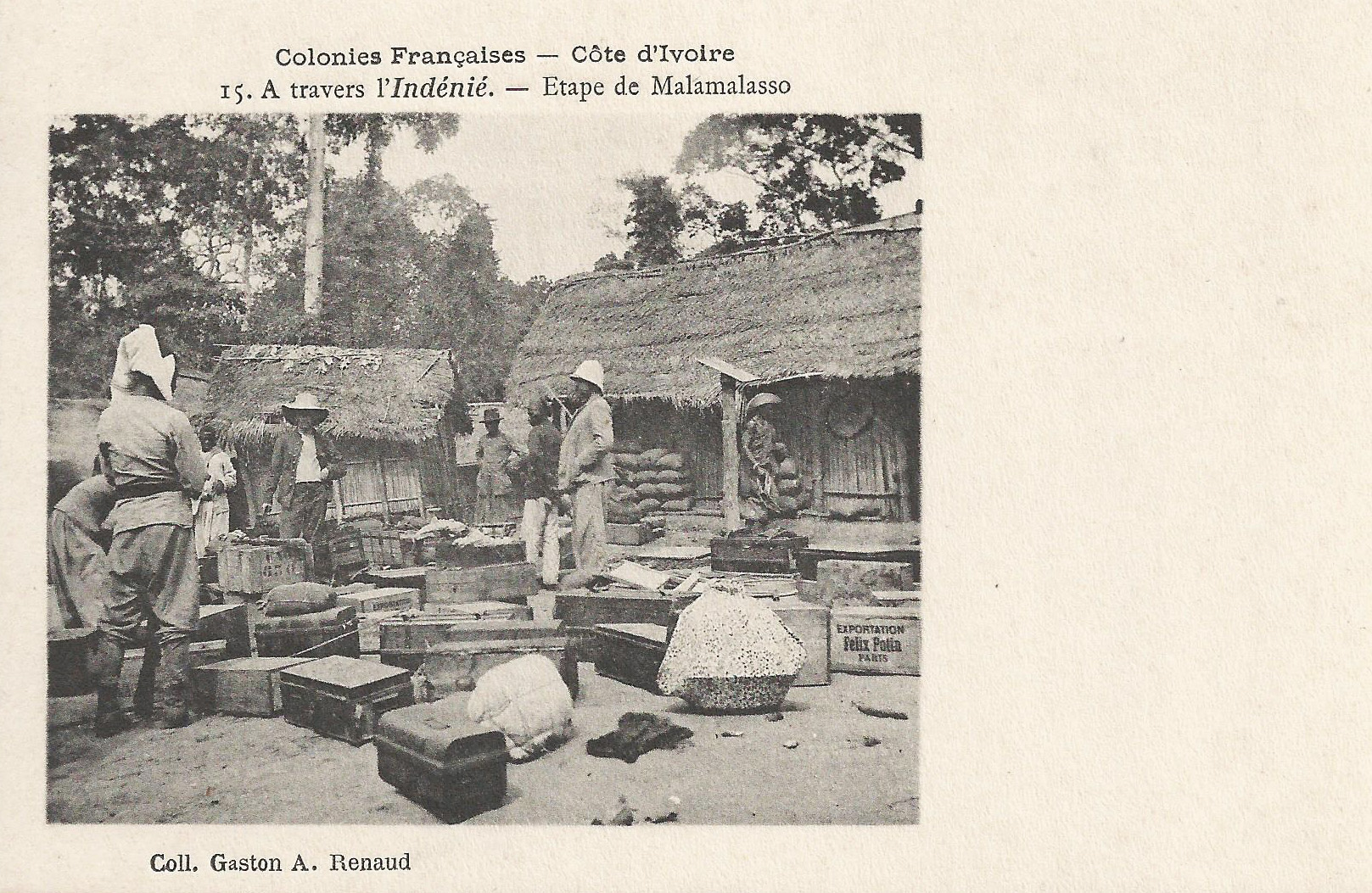
Étape de Malamalasso, vers 1902-1904.

Au XIV siècle, des émissaires de Louis vinrent trouver le roi Sanwi, pour lui demander l'autorisation de créer un comptoir sur ces terres. Au fond de la lagune Abi, à l'extrême de ce qui n'était pas encore la Côte d'Ivoire, fut fondée Aboisso, déformation de "Eboué Nyansou", c'est-à-dire en Agni "sur la pierre".
Aboisso faisait partie du royaume de Krindjabo. Les premières explorations de la Côte d'Ivoire réalisées par Marcel Treich-Laplène sont parties d'Aboisso. La Bia est un fleuve d'Afrique de l'ouest qui traverse le Ghana et la Côte d'Ivoire. Il prend sa source au Ghana où se situent les 2/3 des 300 km de son cours.
Sa création remonte aux environs de 1701. Son appellation actuelle n’est que fruit d’une déformation car son nom à l’origine est Ebouè nyansou, ce qui signifie « sur la pierre ». Aboisso est d’ailleurs un endroit de pierre. C’est dans les environs d’Aboisso qu’ont été acclimaté les premiers plants de café, de cacao (bases de l’économie du pays) et du palmier à huile et aussi qu’a été construite la première école européenne de Côte d’Ivoire où ont appris à lire et à écrire les premiers cadres du pays.

## Les Infrastructures et la Gastronomie
La ville est traversée par le Bia , fleuve qui prend sa source au Ghana et rejoint l’océan Atlantique autour duquel une décoration faite  de fleurs. Cet endroit est très fréquenté par les jeunes couples qui y viennent pour des rendez-vous amoureux.A l’entrée de la ville en provenance d’Abidjan, l’on trouve le centre-ville. C’est là que les infrastructures sont plus abondantes.
Après le centre-ville nous avons en continuant notre chemin la partie que l’on appelle affectueusement « derrière l’eau ». Là-bas l’ambiance est d’autant plus traditionnelle qu’il est possible d’y découvrir pour ceux qui y vont pour la découverte de la culture tout ce qui attrait à la culture du peuple autochtone.La cour royale de Krinjabo est un lieu qui attire beaucoup de visiteurs car elle est le lieu de rassemblement de célébration dont les fêtes d’igname et de génération célébrées chaque année. Elle est par ailleurs connue mondialement comme étant le « village ivoirien » du feu Michael Jackson.

La ville d’Aboisso regorge de plusieurs espaces gastronomiques, vous n’aurez pas de difficulté à trouver un restaurant pour assouvir votre faim, parmi lesquels nous pouvons citer l’illustre restaurant Selecte. La nourriture de base des Agni-sanwi est le foutou banane accompagné de la sauce N’Gbetta (une combinaison de sauce d’épice fait uniquement avec du Mâchoiron (poisson très prisé à cause de son gout et de sa douceur), et de pate du jus de graine de palme).